# Calauer Schweiz

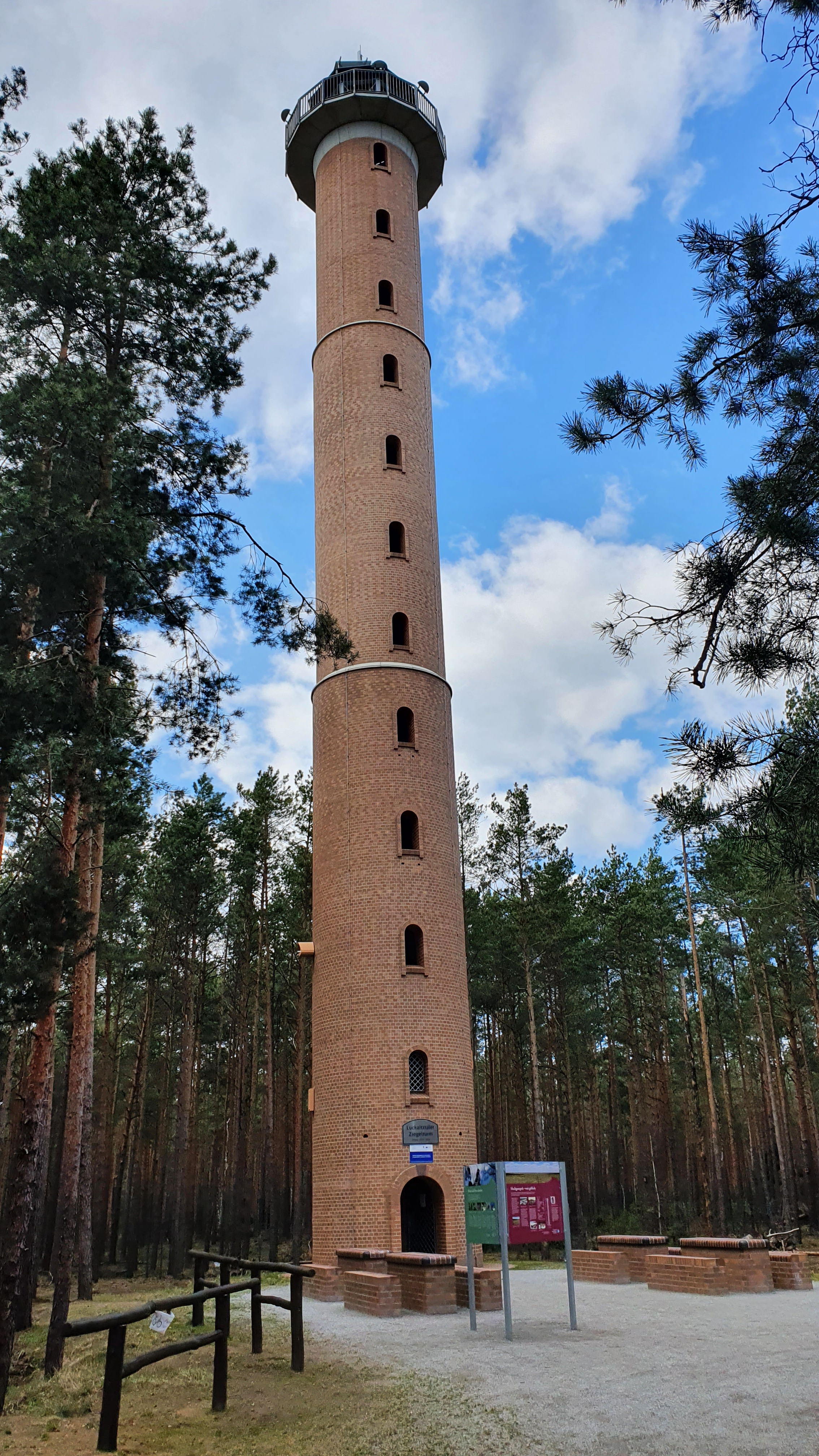
Luckaitztaler Ziegelturm

Die Calauer Schweiz, niedersorbisch Kalawska Šwica, ist ein Naturschutzgebiet (NSG) nahe Calau, einer Kleinstadt im südbrandenburgischen Landkreis Oberspreewald-Lausitz. Sie liegt am Ausläufer des Niederlausitzer Landrückens. Ihre höchste Erhebung ist der Kesselberg mit 161 Meter. Es wird umgeben von den kleinen Orten Buchwäldchen, Gosda, Zwietow, Weißag, Settinchen, Cabel, Werchow und Plieskendorf.
Das Gebiet steht seit dem 21. November 1996 per Verordnung des Landkreises unter Schutz. Im Südosten der Calauer Schweiz wurde 2020 der Luckaitztaler Ziegelturm eröffnet.